# Основа споруди
Основа споруди — обмежений по глибині та простяганню масив ґрунту, що через фундамент сприймає навантаження від будівлі чи споруди.
Від власної ваги, прикладених навантажень і інших впливів вони зазнають вертикальних і горизонтальних переміщень — деформацій.

Основи повинні розраховуватися за двома групами граничних станів — за тримкою здатністю і за деформаціями. Перша група вимог встановлює межу міцності, стійкості, перевищення якого може супроводжуватися руйнуваннями конструкцій. Друга група граничних станів гарантує нормальну експлуатацію споруди, збереження його якостей і терміну служби, в тому числі в разі виникнення осідань, підйомів, прогинів, кренів, кутів повороту, коливань або тріщин.
Основа, фундамент і наземна тримальна конструкція будівлі або споруди нерозривно пов'язані і взаємодіють, тому розглядаються як єдина система.